# 上原英司
上原 英司（うえはら　えいじ）は、日本の男性ナレーター。神奈川県出身。旧芸名はトビー上原（トビー うえはら）。

## 人物
舞台芸術学院卒業後、劇団未来劇場を経て、横内謙介に師事。以前はリベルタに所属していた。

## 出演

### ナレーション
TBS
- Nスタ（月・木・金レギュラー）
- 内村とザワつく夜2時間SP
- 櫻井有吉アブナイ夜会
- ミッドナイト感謝祭！もってけダービー'14
- チョコホラーハウス
- 夢の扉＋(PR)
- 駆け込みドクター!運命を変える健康診断(PR)

NHK総合
- サンデースポーツ2020（レギュラー）
- サタデースポーツ（レギュラー）
- スポーツニュース

日本テレビ
- 山中慎介世界戦
- ネリさまぁ〜ず（レギュラー）
- ネリさまぁ〜ず SECOND SEASON（レギュラー）
- ガチネリさまぁ〜ず
- リアル×ワールド 世界のプリンス＆プリンセスはどんな暮らしをしているのかSP
- 和食ワールドグランプリ　
- NexT 下田美咲 特集
- スター☆ドラフト会議（PR）
- ポシュレモダンモール
- 今田耕司の世界オモシロ通販

テレビ朝日
- NEWニューヨーク（レギュラー）
- 林先生が驚いた! 世界の天才教育 林修のワールドエデュケーション
- 全国の博物館から出題! 林修の歴史お宝ミステリー
- オードリーの真実のクチ
- ◯◯って言わせたい！

フジテレビ
- 鬼平犯科帳スペシャル(PR)
- 明日因縁のゴング！　村田諒太再戦直前SP
- ストイックOCTPATH!

テレビ東京
- E-girlsを真面目に考える会議（レギュラー）
- グランドスラム・東京（2010年 - 2014年）

Netflix
- 常田大希 混沌東京 -TOKYO CHAOTIC-

BS-TBS
- 月刊寺島文庫 ～ニッポンの立ち位置～（レギュラー）
- それがしりたい ニッポンおもしろいネ
- The Craftsman 中田英寿が出会う職人達～沖縄編～
- トルコ大紀行（レギュラー）
- バイタルTV『あの雑誌に密着したら想像以上にスゴかった』（レギュラー）

BS日テレ
- 美しきニッポン Tokyoモダン商店（レギュラー）

BSフジ
- 霜降り明星のゴールデン⭐︎80’S（レギュラー）
- birth of the cool（レギュラー）
- F3世界一決定戦～2013マカオGP

BS朝日
- ケネディ大統領の愛と死

BSスカパー!
- FULL CHORUS（レギュラー）

NHK BSプレミアム
- カシャッと一句!フォト5752時間SP

ワールド・ハイビジョン・チャンネル
- ミッドナイト寄席（レギュラー）

WOWOW
- 君にも見えたかウルトラの星！帰ってきたウルトラマンの魅力
- 君こそエースだ! ウルトラマンAの魅力!
- ウルトラマンNO.6! ウルトラマンタロウの魅力
- 獅子座の勇者！ ウルトラマンレオの魅力
- HATSUNE MIKU EXPO 2014 in NewYorkLive
- 初音ミクSP「MIKU EXPO Japan Tour」密着ドキュメント

J SPORTS
- ル･マン24時間レースナビ
- ニュルブルクリンク24時間レースナビ
- ル・マン24時間 3つの情熱・3回の涙
- レジェンド葛西紀明 神風ジャンパーの軌跡 ～W杯500戦出場記念特番〜

関西テレビ
- ヨルスパ! イマドキ女子を丸裸! 〜ガールスナイパー〜
- ヨルスパ! リア充女子の生態ファイル マイ部屋レディ
- 珍人類を捕獲せよ!モンスターさんハンター
- 新・ミナミの帝王(PR)

テレビ大阪
- 四次元倶楽部

チューリップテレビ
- 究曲～新幹線を支える曲げガラス～（2014年度日本民間放送連盟賞部門賞受賞作品）
- 私は白鳥（アメリカ国際フィルム・ビデオ祭】ゴールドカメラ作品）
- 薄明の頂き〜コロナと山小屋とギターと〜（jnn協議会賞受賞作品）

### CM
- ボルボ
- ダイハツ
- アウディ
- コカ・コーラ
- アサヒビール
- キリン
- グリコ
- P&G
- ネスレ日本
- パナソニック
- キヤノン
- NTTドコモ
- カプコン
- レベルファイブ
- ゼニマックス・アジア
- イオン
- マルハン
- 長谷工
- OSK
- メトロポリタン美術館
- 星野リゾート

### VP
- トヨタ自動車
- 本田技研
- マツダ
- 資生堂
- サントリー
- サッポロビール
- アサヒビール
- 日清食品
- モスバーガー
- 富士通
- 旭化成
- 大和ハウス
- 住友建機
- 日本政策投資銀行
- 中央不動産
- 大成有楽不動産
- 呉工業
- 東京都

### ボイスオーバー
- Nスタ（TBS）
- 夢の扉+（TBS）
- 最先端IT情報SHOW 革命×テレビ (TBS）
- スター☆ドラフト会議（日本テレビ）
- その顔が見てみたい（フジテレビ）
- 追跡!あのニュースの続き（フジテレビ）
- 日曜ビッグバラエティ（テレビ東京）
- 未来世紀ジパング（テレビ東京）
- わすれない〜70年目の証言〜なぜ富山の街は焼き尽くされた（チューリップテレビ）
- 有吉反省会（日本テレビ）

### ゲーム
- ファイティングEXレイヤー（2018年、シャドウガイスト）

### その他
- EXILE ATSUSHI LIVE TOUR 2014 “Music”(ライブ内映像ナレーション)
- 第68回国民体育大会（開会式ナレーション）
- DVD『下田美咲参上』